# Abschied von St. Petersburg
Abschied von St. Petersburg, op. 210, är en vals av Johann Strauss den yngre. Den spelades första gången den 5 september 1858 i Pavlovsk utanför Sankt Petersburg i Ryssland.

## Historia
I maj 1856 hade Johann Strauss engagerats av ryska järnvägsbolaget för att ge ett antal konserter i Pavlovsk. Succén blev så stor att bolaget erbjöd Strauss ett tvåårskontrakt. I oktober 1858 gick kontraktet ut och Strauss hade inga förhoppningar om en förnyelse. Under konsertturnén sommaren 1858 blev han förälskad i den unga ryska flickan Olga Smirnitskaja och tanken på att aldrig mer återse henne bidrog till återresans sorg. Men i stället för att omedelbart fara hem till Wien skickade Strauss i väg sina musiker till Berlin medan han for till Moskva där tsar Alexander II av Ryssland hade ställt hela Bolsjojteatern till hans förfogande för tre konserter. Förvånansvärt nog var den första konserten så dåligt besökt att de andra två ställdes in, varpå Strauss något nedslagen återtog hemfärden via Berlin till Wien. Under resans gång fick han dock reda på att kontraktet hade utökats med ytterligare två säsonger (1859 och 1860).
Men vid det laget hade Strauss redan sagt "Farväl till Sankt Petersburg" med en vals med minnen av Ryssland och Olga. Valsen börjar med en stillsam inledning för cello (förmodligen en hyllning till storfurstarna Konstantin Nikolajevitj och Mikael Nikolajevitj, vilka ofta uppträdde som cellister i Strauss orkester i Pavlovsk). Öppningsvalsen är full av melankoli, en känsla som förstärks genom kompositörens effektfulla bruk av en motsvarande melodi för celli. De glada minnena i Ryssland eka genom valsen men lika fort förklingar de och lämnar plats för en mer återhållsam och elegisk känsla som dominerar verket. Slutet innebär en återgång till melodin, nu spelad av cello och en skälvande oboe (ett knep han skulle använda 30 år senare i finalen till Kaiser-Walzer), och valsen slutar med en bortdöende trumpetsignal symboliserande kompositörens avfärd från Ryssland.
Valsen hade premiär vid Strauss sista konsert i Pavlovsk den 5 september 1858: då franska var på modet även i Ryssland den gången bar valsen titeln Mes adieux à St. Petersbourgh (Mitt farväl till St. Petersburg). Mindre än en vecka efter hemkomsten till Wien spelade Strauss valsen vid en konsert i Volksgarten söndagen den 21 november 1858. Kritikern i Wiener Allgemeine Theaterzeitung skrev entusiastiskt om konserten den 24 november: "Kapellmästare Johann Strauss uppträdde inför wienerpubliken för första gången sedan sin återkomst från Sankt Petersburg och togs smickrande emot med långvariga applåder. ... Valsen 'Abschied von St. Petersburg' utmärker sig bland de nykomponerade verken för sina betagande melodier och intressanta instrumentering; verket har en pregnant slavisk karaktär... Strauss hälsades med stormande applåder och var tvungen att ta om varje verk två eller tre gånger..."

## Om valsen
Speltiden är ca 9 minuter och 10 sekunder plus minus några sekunder beroende på dirigentens musikaliska tolkning.

## Weblänkar
- Abschied von St. Petersburg i Naxos-utgåvan.